# سعود البشير
سعود البشير، من مواليد 1998 لاعب كاراتيه سعودي، شارك في عدة مناسبات رياضية، ومنها تحقيق الميدالية الفضية في منافسات وزن 55 كجم للرجال لبطولة آسيا للكاراتيه سنة 2018، كما حصل على إحدى الميداليات البرونزية في دورة ألعاب التضامن الإسلامي سنة 2021.

## انجازات
| سنة  | اسم المنافسة                  | ملعب              | ترتيب         | الحدث           |
| ---- | ----------------------------- | ----------------- | ------------- | --------------- |
| 2017 | بطولة الكاراتيه الآسيوية 2017 | آستانا، كازاخستان | الثالث        | الوزن 60 كجم    |
| 2017 | بطولة الكاراتيه الآسيوية 2017 | آستانا، كازاخستان | المركز الثاني | منتخب الكاراتيه |
| 2018 | بطولة الكارتيه الآسيوية 2018  | عمان، الأردن      | المركز الثاني | الوزن 55 كجم    |
| 2022 | دورة التضامن الإسلامية 2021   | قونية، تركيا      | المركز الثالث | الوزن 60 كجم    |